# Consortium familiare
Het consortium familiare was de oudste vorm van vennootschap door obligatio consensu, door een verplichting uit een overeenkomst. Het ontstond wanneer de erfgoederen onverdeeld bleven. Iedereen kon oorspronkelijk al zijn rechten op het geheel laten gelden, maar dat leidde tot conflicten. Daarom werd iedereen eigenaar van een ondeelbaar deel en vormde zich zo een gemeenschap voor het onverdeelbare. Als het ging om in de werkelijkheid deelbare goederen kon een van de erfgenamen een proces ter verdeling van de familie-erfenis aanspannen. Het idee van gelijkheid en vriendschap tussen leden van een vennootschap zou blijven verder leven in de Romeinse societas, een vennootschap, met dit verschil dat op het einde niet langer meer het hele vermogen werd ingebracht, terwijl dit in een consortium familiare wel zo was. Een consortium en societas hadden geen rechtspersoonlijkheid.
Het consortium pseudo-familiare kwam later uit het consortium familiare voort.